# Fascellina hypocausta
Fascellina hypocausta là một loài bướm đêm trong họ Geometridae.